# Glenea oeme
Glenea oeme är en skalbaggsart som beskrevs av Francis Polkinghorne Pascoe 1866. Glenea oeme ingår i släktet Glenea och familjen långhorningar. Inga underarter finns listade i Catalogue of Life.